# Miriquidica lapponica
Miriquidica lapponica är en lavart som beskrevs av Adolf Josef Schwab och Gerhard Rambold. 
Miriquidica lapponica ingår i släktet Miriquidica och familjen Lecanoraceae. Arten är reproducerande i Sverige.